# Eric Fleming
Eric Fleming (Santa Paula, California, 4 de julio de 1925 – Perú, 28 de septiembre de 1966) fue un actor estadounidense, conocido principalmente por su papel de Gil Favor en la serie televisiva de la CBS Rawhide.

## Biografía
Su verdadero nombre era Edward Heddy, Jr. Era hijo único, y tuvo una infancia desgraciada. Tras ser maltratado por su padre, huyó de su casa. Aunque más adelante volvió con su madre, durante los años de la depresión no estudió, y trabajó en diversas ocupaciones, hasta que entró a formar parte de la Armada de los Estados Unidos durante la Segunda Guerra Mundial. Sirvió como Seabee en un batallón de construcción naval, sufriendo heridas graves en el rostro como consecuencia de un accidente laboral, y precisando tratamiento con cirugía plástica.
Tras licenciarse, Fleming se interesó por la actuación, tomando clases de interpretación. Actuó en el teatro en Chicago así como en diferentes obras de éxito en Broadway, entre ellas el musical Plain and Fancy. 
Hacia la misma época empezó a trabajar en programas televisivos. Fleming se mudó después a Hollywood, y protagonizó varios filmes de bajo presupuesto, entre ellos Fright, Curse of the Undead y el clásico de culto Queen of Outer Space, con Zsa Zsa Gabor. En 1958 consiguió el papel protagonista de capataz en Rawhide. La serie, de gran éxito, en la que trabajaban Clint Eastwood, Sheb Wooley y Paul Brinegar, se mantuvo en antena desde 1959 a 1966.
Cuando Rawhide finalizó, Fleming tomó parte en un producto para lucimiento de Doris Day, The Glass Bottom Boat, donde interpretaba a un espía. Posteriormente fue contratado para trabajar en High Jungle, un film de aventuras de MGM rodado en Perú. En la fase final del rodaje, la piragua de Fleming volcó en el Río Huallaga. El actor Nico Minardos consiguió nadar y salvarse, pero Fleming fue arrastrado por la corriente y se ahogó (No fue devorado por las pirañas,  ni comido por un cocodrilo, según un rumor extendido por el director de Rawhide, Ted Post, que detestaba a Fleming). Fleming tenía 41 años en el momento de su muerte, y tenía previsto casarse con su compañera, Lynn Garber, cuando finalizara la película.